# アイシング

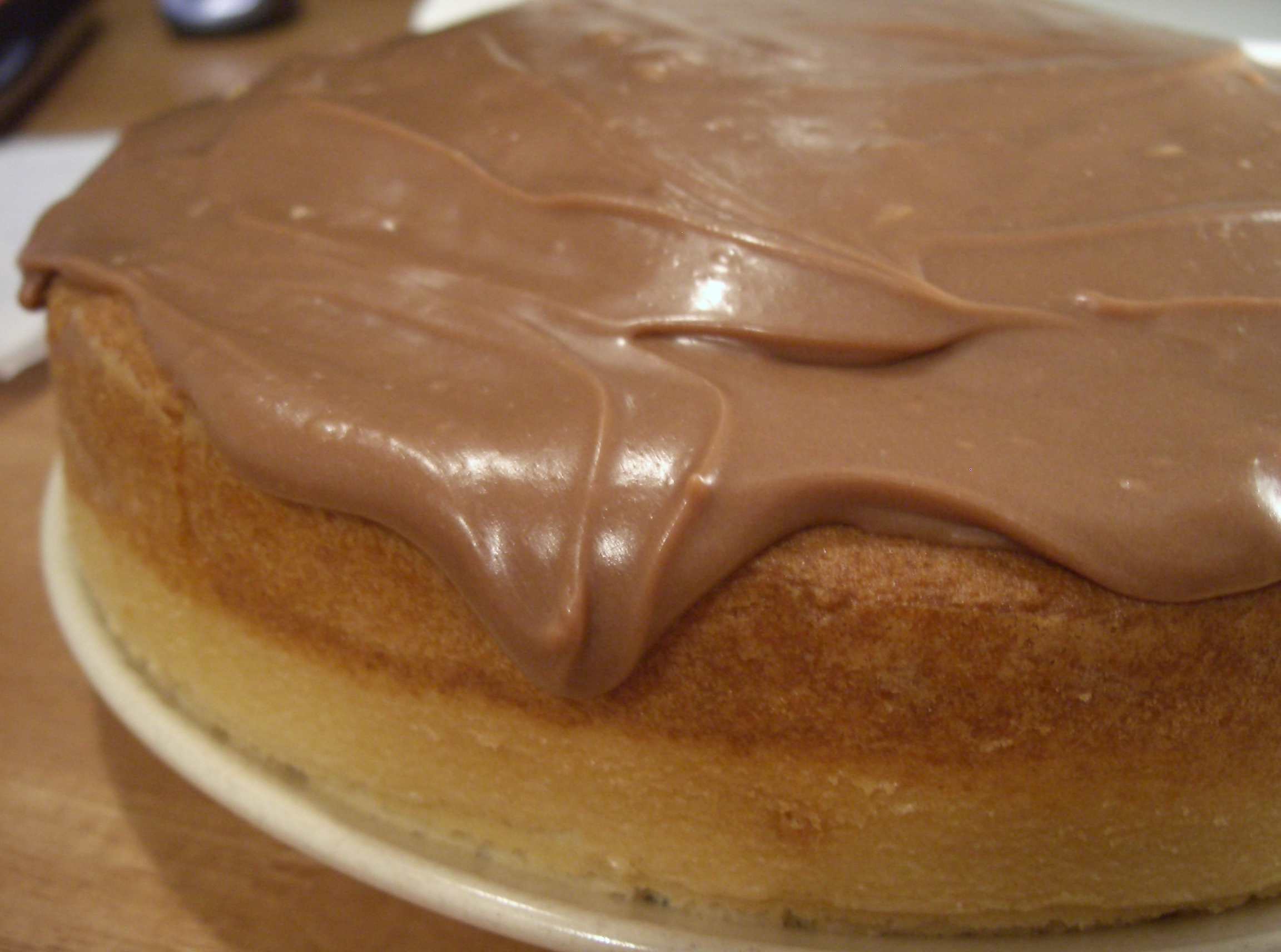
サワークリームベースのアイシング

アイシング（英: icing、砂糖衣がけ）とは、焼き菓子を覆う甘いクリーム状のペーストである。アメリカでは主にフロスティング（frosting）と呼ばれる。

## 解説
アイシングにはホイップクリームの他、バタークリーム、マルチパン（マジパン）、フォンダンなどが使用される。ココアパウダーや着色料を加えて色をつけたり、クリームの絞り出し袋の口金の形を変えることによって色や形に変化をつけることも出来る。
ケーキ、クッキー等のデコレーションによく使われる。コーンフレークのフレーバーの一種であるフロストの名称も同じ意味で用いられている。

## 歴史
砂糖のアイシングができる前は香辛料入りシュガーペースト、アーモンドペースト、クインゼリーなどが使われ、中世ヨーロッパでの祝宴の余興であるサトルティーズの出し物、人物や動物、城や風景などの彫刻が作られた。
また、18世紀前半まではアイシングは、オーブンから出した熱いケーキにバラ水入りの卵白を塗り、砂糖をふりかけてから再び低温のオーブンに入れて乾燥させるという手法で作られていた。18世紀後半からは、ケーキとアイシングの間に熱いマルチパン（マジパン）を塗るようになり、この熱を利用することで低温オーブンに戻すという工程が不要になった。また、同時期に粉砂糖あるいはアイシングシュガーと呼ばれる非常に細かい砂糖の精製が可能になり、アイシングをなめらかでピカピカにするために熱で溶かすという工程が不要になった。

## 様々なアイシング
アイシングの中でも卵白を使ったものは、ロイヤルアイシング(en)と呼ばれ、冷えると固くなる。
一方、ウォーターアイシングは粉砂糖と水(あるいは牛乳)を混ぜただけの砂糖衣である。また、ボイルアイシングはウォーターアイシングを煮詰めたものである。これらのアイシングは固くなく、ふんわりした食感が残る。ヴィクトリア・サンドイッチなどの柔らかいケーキやマフィンに使われる。アメリカのセブンミニッツ・フロスティングはロイヤルアイシングと同様の材料で作るが、工程が異なり、甘みの強いメレンゲのような食感になる。フランスでは、溶かしたチョコレートガナッシュかフォンダンを水で薄めたフォンダンアイシング(en)が使われる。